# Giovanni Paolo Gallucci
Pour les articles homonymes, voir Gallucci.
Giovanni Paolo Gallucci ou  Gian-Paolo Gallucci Salodiano, né en 1538 à Salò près de Brescia et du lac de Garde, en Italie, et mort vers 1621 à Venise, est un astronome et un traducteur italien du XVIe siècle.

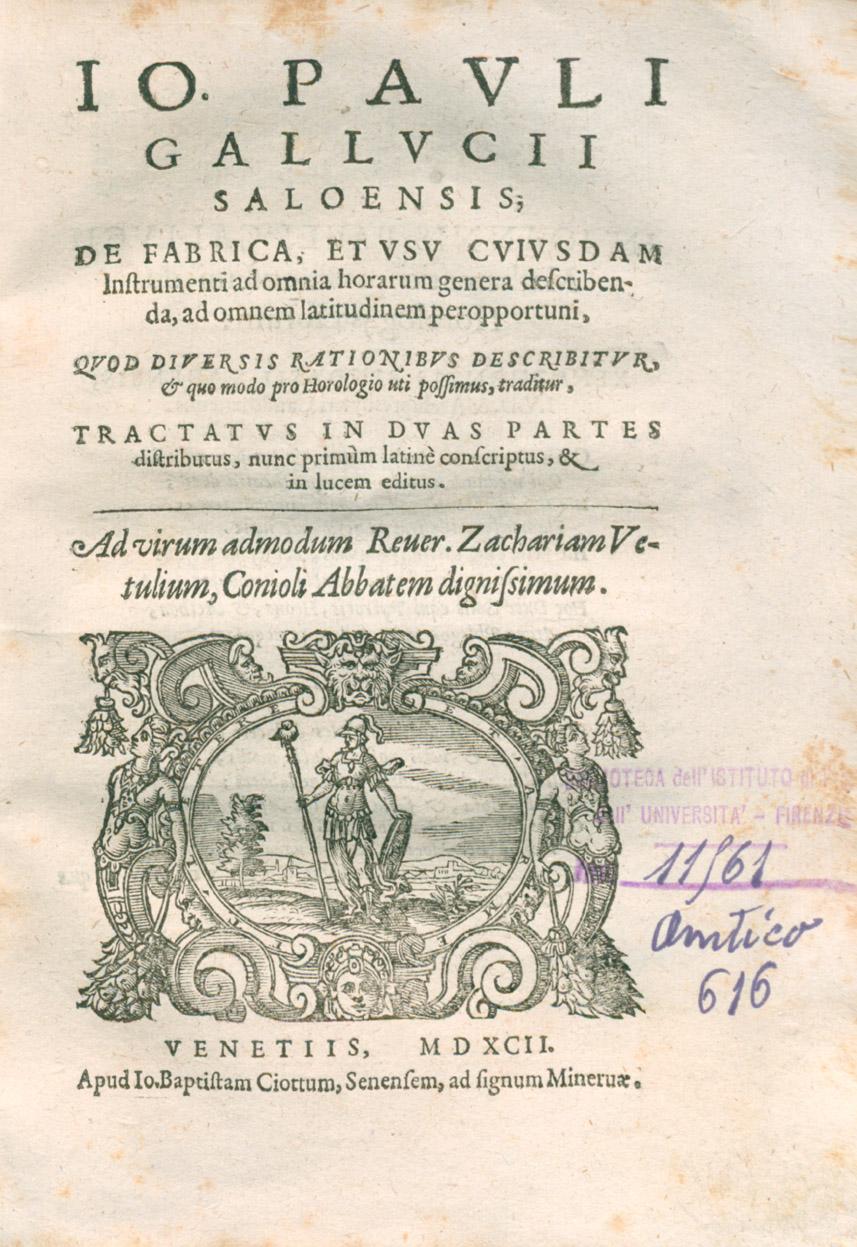
De fabrica et usu cuiusdam instrumenti ad omnia horarum genera describenda, 1592

## Biographie
Après avoir étudié à Salò, à Padoue, puis à Venise, il fait partie des fondateurs, le 21 juin 1593 de la seconde académie de Venise. Enseignant aux enfants de la noblesse, réputé pour sa douceur et son charisme, Gallucci se consacre à l'astronomie, puis, après 1591, c'est-à-dire après l'emprisonnement de Giordano Bruno, il se tourne davantage vers la description d'instruments astronomiques et l'établissement de traductions. Philosophiquement, il se rapproche de Raymond Lulle et de Marsile Ficin. D'après l'astronome Jean-Baptiste Delambre,  Gallucci, dans sa description de divers instruments d'Astronomie, est un des premiers à décrire le secteur ou compas à verge (dans son Della fabrica & uso di diversi stromenti di Astronomia e Cosmographia).

## Son œuvre principale
Ses écrits sont en latin, plus rarement en italien. Ils sont en partie issus de traductions de l'allemand, du latin ou de l'espagnol.
- traduction du De cognoscendis et medendis morbis ex corporum coelestium positione libri IV , de Johann Virdung Hasfurti.

avant 1591
- Theatrum Mundi et Temporis (1588) est le premier atlas d'étoiles à utiliser un système de coordonnées que l'on puisse utiliser à partir des marges. Construit à l'aide d'une projection trapézoïdale, fréquente à l'époque, ce catalogue utilise les positions des étoiles données par Copernic. Il comporte de magnifiques planches des 48 constellations de Ptolémée, dont un magnifique lion. « Ces cartes peu faciles d'utilisation pour l'observateur terrestre. » affirme John Lankford dans son History of Astronomy. Gallucci ajoute dans ce traité une traduction du physicien de Zara, Federico Grisogono, pour lequel les mouvements des marées s'expliquent par la "pression" du Soleil et de la Lune.
- Speculum uranicum, (1593)  de son titre complet  Speculum uranicum in quo vera loca tum octavae spherae tum septem planetarum... colliguntur, una cum regulis fabricandi duodecim coeli domicilia ex Regiomontano et Alcabitio et dirigendi significatores ad promissores sequentes. [PDF] Disponible ici (téléchargement)

après 1591
- Une traduction  Della simmetria de i corpi umani, d'Albrecht Dürer (1591).
- Une traduction des tre libri della perspettiva commune  de John Peckham (1593),  disponible sur Google livres.
- De fabrica, et usu hemisphaerii uranici  (1596), un livre de gnomonique.
- Istoria Naturale e Morale dell'Indie,   du père Joseph de Acosta (1596)
- Nova fabricandi horatia mobilis, (1596)
- Della fabrica ed uso di diversi stromenti di Astronomia e Cosmographia.  Venetia, (1597). Dans ce livre, Gallucci fait connaître les planisphères de Rojas, l'astrolabe d'Oronce Finée.  À ce propos, il affirme que l'astrolabe est d'une antiquité qui se perd dans la nuit des temps ;  il place les étoiles sur l'Araignée, par longitudes et déclinaisons; ce qui est  le moyen le plus simple. Il évoque notamment un astrolabe  apporté par des Ragusains, et d'origine arabe au vu du nom des étoiles.
- Une traduction du Margarita filosofica de Gregoire Reisch (1599),  disponible sur Google livres. Galluci y développe tout un art de la Mnémotechnie.
- Une traduction de l'espagnol du Specchio e disciplina militare de Francesco di Valdes (militaire d'origine espagnole) (1616)

## Sources
- Jean-Baptiste Delambre, Histoire de l'astronomie moderne, volume 1.
- Tibor Klaniczay, André Stegmann L'époque de la Renaissance (1400-1600)
- Augustin Redondo, Le pouvoir au miroir de la littérature en Espagne aux XVIe et XVIIe siècles/
- Page Galluci sur le site Abraxas libris.
- (en) Nick Kanas, Star maps: history, artistry, and cartography.
- (en) Page Galluci sur le site Sciences et société.
- (it) une page consacré aux moyens mnémotechniques de Galluci sur le site beniculturali.
- (en) Alberto Fortis, Antal Verancsics, Travels into Dalmatia .
- Theatrum mundi et temporis